# Le Septième Ciel (film, 1997)
Pour les articles homonymes, voir Septième ciel.
Pour plus de détails, voir Fiche technique et Distribution.
Le Septième Ciel est un film français coécrit et réalisé par Benoît Jacquot, sorti en 1997.

## Synopsis
Nicolas, chirurgien, affronte la déprime de son épouse, qui devient aussi cleptomane. La cure par hypnose qu'elle suit semble lui profiter beaucoup, au point d'étonner son mari…

## Fiche technique
Sauf indication contraire, les informations mentionnées dans cette section peuvent être confirmées par la base de données cinématographiques Unifrance,  présente dans la section « Liens externes ».
- Titre original : Le Septième Ciel
- Autre titre français : Entre nous
- Titre international : Seventh Heaven
- Réalisation : Benoît Jacquot
- Scénario : Jérôme Beaujour et Benoît Jacquot
- Décors : Arnaud de Moleron
- Costumes : Caroline de Vivaise
- Photographie : Romain Winding (AFC)
- Montage : Pascale Chavance
- Production : Georges Benayoun et Philippe Carcassonne

Coproduction : Chantal Poupaud
Production déléguée : Françoise Guglielmi
- Sociétés de production : Dacia films et Cinéa ; La Sept Cinéma (coproductions)
- Sociétés de distribution : Pyramide Distribution (France) ; Equinoxe Films (Québec), Les Films de l'Elysée (Belgique), Pathé Films AG (Suisse romande)
- Budget : 2,7 millions d'euros[1]
- Pays d'origine :  France
- Langue originale : français
- Format : couleur - 2.35:1 - 35mm - Super 35 - anamorphique - Alga - Kodak - Laboratoires Eclair - son : Dolby SR
- Genre : drame
- Durée : 91 minutes
- Dates de sortie :
  - France, Suisse : 17 décembre 1997
  - Québec : 15 mai 1998

## Distribution
- Sandrine Kiberlain : Mathilde
- Vincent Lindon : Nico
- François Berléand : le docteur
- Francine Bergé : la mère de Mathilde
- Pierre Cassignard : Étienne
- Philippe Magnan : le praticien
- Florence Loiret Caille : Chloé
- Léo Le Bevillon : Arthur
- Sylvie Loeillet : l'assistante de Nico
- Anne Fassio
- Pascale Mariani
- Geoffrey Bateman
- Louis Lindon
- Jean-Claude Barban
- Eriq Ebouaney
- Marc Rioufol
- Maria da Conceica Ferreira
- Pascal Daubias

## Production

### Développement
Le film est conçu pour être le premier volet d'une collection de longs métrages intitulée Toutes les femmes sont folles, qui devaient avoir pour point commun une héroïne qui s'adresse à un thérapeute « après s'être trouvée aux prises avec son corps ».

### Tournage
Le tournage a lieu à Paris, précisément dans le 18ème arrondissement pour l'hôpital Bichat, le 17ème arrondissement et au boulevard Haussmann dans le 9ème arrondissement.

### Musique
- L'esprit du silence, de Yoshikazu Iwamoto (en)
- Aria (album de Dario Baldan Bembo), de Dario Baldan Bembo
- Itchycoo Park, de Steve Marriott et Ronnie Lane (Small Faces)
- Suite de danses des pièces pour piano par François Couperin (en) AV107, de Richard Strauss

## Accueil
Le film compte 120 489 entrées.

## Distinctions

### Nomination
- César 1998 : Meilleure actrice pour Sandrine Kiberlain

### Sélection
- Mostra de Venise 1997 : Sélection officielle